# Nusrat Fateh Ali Khan
Nusrat Fateh Ali Khan (Urdu: نصرت فتح علی خان) (panyabí: ਨੁਸਰਤ ਫਤਹਿ ਅਲੀ ਖ਼ਾਨ) (Lyallpur, 13 de octubre de 1948–Londres, 16 de agosto de 1997) fue un vocalista y compositor pakistaní considerado una de las figuras musicales más grandes de la historia del continente asiático.
El qawwali ha sido una ancestral tradición familiar. La familia de Nusrat (originaria de Afganistán) tiene una ininterrumpida tradición de cantar qawwali durante los últimos 600 años. Entre otros títulos honorables, Nusrat era llamado Shahenshah-e-Qawwali, que significa ‘emperador del qawwali’.
Sus registros discográficos revelan su sincretismo con distintos géneros y artistas, entre ellos Peter Gabriel. También grabó las bandas sonoras de las películas Natural Born Killers (Asesinos natos o Asesinos por naturaleza), Last Temptation of Christ y Dead Man Walking.
A comienzos de 1997, Nusrat se vio debilitado que comenzó a ofrecer sus últimos conciertos. El 16 de agosto de 1997 horas antes de morir, dio una presentación completamente emotiva en su tierra Pakistán donde se reunieron los fanáticos que lo acompañaron durante sus 32 años de carrera. Después de esa presentaciòn murió a la edad de 49 años. Ese mismo día en la tarde, todo Pakistán le dio su último adiós al rey del Qawwali en medio de llanto de sus familiares y colegas musicales. El legado musical de Nusrat lo sigue su nieto Rahat Fateh Ali Khan.

## Biografía
Juventud y comienzos
Khan nació en una familia musulmana punjabi en Faisalabad, Punjab, Pakistán, en 1948. Su familia es originaria de Basti Sheikh en Jalandhar (India). Sus antepasados aprendieron música y canto allí y lo adoptaron como profesión. Fue el quinto hijo y primer hijo varón de Fateh Ali Khan, musicólogo, vocalista, instrumentista y qawwal. La familia de Khan, que incluía a cuatro hermanas mayores y un hermano menor, Farrukh Fateh Ali Khan, creció en el centro de Faisalabad. La tradición del qawwali en la familia se había transmitido de generación en generación durante casi 600 años. Inicialmente, su padre no quería que Khan siguiera la vocación de la familia. Tenía el corazón puesto en que Nusrat eligiera una carrera mucho más respetable y se convirtiera en médico o ingeniero porque sentía que los artistas de Qawwali tenían un estatus social bajo. Sin embargo, Khan mostró tal aptitud e interés por Qawwali, que su padre finalmente cedió.
El joven comenzó por aprender la tabla antes de pasar a la voz. En 1964, el padre de Khan murió, dejando su educación musical bajo la supervisión de sus tíos paternos, Mubarak Ali Khan y Salamat Ali Khan. Es el tío del cantante Rahat Fateh Ali Khan. Nusrat era conocido como Pervaiz hasta que visitó a Ghulam Ghaus Samdani, quien cambió su nombre a Nusrat Fateh Ali. Samdani también le dijo que se convertiría en un gran cantante.
En 1971, después de la muerte de su tío Mubarak Ali Khan, Khan se convirtió en el líder oficial de la familia Qawwali y el partido se conoció como Nusrat Fateh Ali Khan, Mujahid Mubarak Ali Khan & Party. La primera actuación pública de Khan como líder del Qawwali fue en una transmisión de grabación de estudio como parte de un festival anual de música organizado por Radio Pakistán, conocido como Jashn-e-Baharan. Khan cantó principalmente en urdu y punjabi y ocasionalmente en persa, braj bhasha e hindi. Su primer gran éxito en Pakistán fue la canción Haq Ali Ali, que se interpretó en un estilo tradicional y con instrumentación tradicional. La canción presentaba un uso moderado de las improvisaciones sargamáticas de Khan.
Final de la carrera
En el verano de 1985, Khan actuó en el festival World of Music, Arts and Dance (WOMAD) en Londres. Actuó en París en 1985 y 1988. Visitó Japón por primera vez en 1987, por invitación de la Fundación Japón. Actuó en el 5º Festival de Arte Escénico Tradicional Asiático en Japón. También actuó en la Academia de Música de Brooklyn, Nueva York, en 1989, ganándose la admiración del público estadounidense. En el año académico de 1992 a 1993, Khan fue Artista Visitante en el departamento de Etnomusicología de la Universidad de Washington, Seattle, Washington, Estados Unidos.
En 1988, Khan se asoció con Peter Gabriel en la banda sonora de The Last Temptation of Christ, lo que llevó a Khan a firmar con el sello Real World de Gabriel. Luego lanzaría cinco álbumes de Qawwali tradicional a través de Real World, junto con los álbumes más experimentales Mustt Mustt (1990), Night Song (1996) y el álbum de remixes póstumo Star Rise (1997).
El trabajo experimental de Khan para Real World, que contó con sus colaboraciones con el guitarrista canadiense Michael Brook, estimuló varias colaboraciones adicionales con varios otros compositores y músicos de rock occidentales. Una de las colaboraciones más notables se produjo en 1995, cuando Khan se unió al cantante principal de Pearl Jam, Eddie Vedder, en dos canciones para la banda sonora de Dead Man Walking. Khan también proporcionó la voz para The Prayer Cycle, que fue elaborado por Jonathan Elias, pero murió antes de que las pistas pudieran completarse. Alanis Morissette fue contratado para cantar con su voz inacabada. En 2002, Gabriel incluyó la voz de Khan en la pista publicada póstumamente "Signal to Noise" en su álbum Up.
El álbum Intoxicated Spirit de Khan fue nominado a un premio Grammy al Mejor Álbum de Folk Tradicional en 1997. Ese mismo año, su álbum Night Song también fue nominado a un Premio Grammy al Mejor Álbum de Música del Mundo.
Khan contribuyó con canciones y actuó en varias películas paquistaníes. Poco antes de su muerte, compuso música para tres películas de Bollywood, que incluyen la película Aur Pyaar Ho Gaya, en la que también cantó para "Koi Jaane Koi Na Jaane" en pantalla con la pareja principal y "Zindagi Jhoom Kar". También compuso música para Kartoos, donde cantó para "Ishq Da Rutba" y "Bahaa Na Aansoo", junto a Udit Narayan. Murió poco antes del lanzamiento de la película. Su composición musical final para Bollywood fue para la película, Kachche Dhaage, donde cantó en "Iss Shaan-E-Karam Ka Kya Kehna". La película se estrenó en 1999, dos años después de su muerte. Las dos hermanas cantantes de Bollywood, Asha Bhosle y Lata Mangeshkar cantaron para las canciones que compuso en su breve paso por Bollywood. También cantó "Saya Bhi Saath Jab Chhod Jaye" para la película Dillagi de Sunny Deol. La canción fue lanzada en 1999, dos años después de la muerte de Khan. También cantó "Dulhe Ka Sehra" de la película de Bollywood Dhadkan que se estrenó en 2000.
Khan contribuyó con la canción "Gurus of Peace" al álbum de 1997 Vande Mataram, compuesto por A. R. Rahman, y lanzado para celebrar el 50 aniversario de la independencia de la India. Como tributo póstumo, Rahman lanzó más tarde un álbum titulado Gurus of Peace, que incluía "Allah Hoo" de Khan. La canción de 2007 de Rahman "Tere Bina" para la película Guru también fue compuesta como un tributo a Khan.
Muerte
Varios informes dijeron que Khan pesaba más de 135 kg. Había estado gravemente enfermo durante varios meses, según un portavoz de su sello estadounidense, American Recordings. Después de viajar a Londres desde su Pakistán natal para recibir tratamiento por problemas hepáticos y renales, fue trasladado de urgencia desde el aeropuerto al Hospital Cromwell en Londres.
Su esposa, Naheed Nusrat, murió el 13 de septiembre de 2013 en el Hospital Credit Valley en Mississauga, Ontario, Canadá. Naheed se había mudado a Canadá después de la muerte de su esposo. Le sobrevive su hija Nida Khan. El legado musical de Khan ahora lo llevan adelante sus sobrinos, Rahat Fateh Ali Khan y Rizwan-Muazzam.

## Discografía

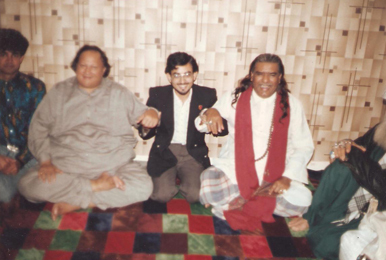
Live in Pakistan con Farrukh Fateh Ali Khan, Rahmat Ali, Muhajid Mubarak Ali, Dildar Khan, Asad AliKhan, Gulham Fareed, Rahat Ali, Khalid Mehmood, Ilyas Hussein
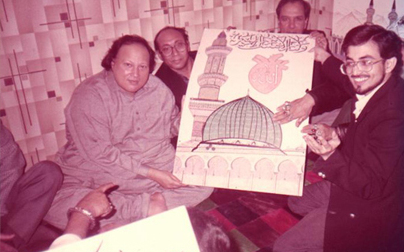
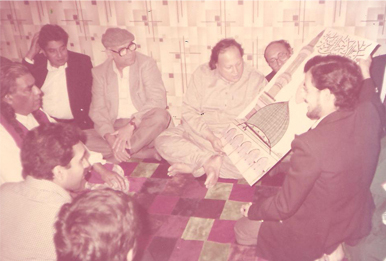
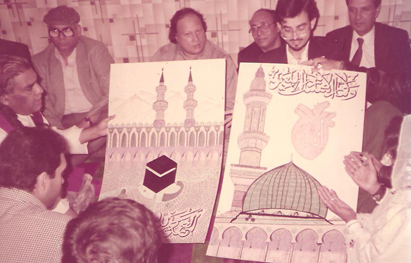

- Mustt Mustt con David Bottrill, Michael Brook, Darryl Johnson, Peter Gabriel, Farrukh Fateh Ali Khan, James Pinker, Guo Yue, Robert Ahwai, Dildar Hussain
- Star Rise con Michael Brook